# Francopol
Francopol est une association de concertation et de coopération, créée en septembre 2008, et établie par la Direction des relations internationales et du protocole de la Sûreté du Québec et la Direction de la formation de la Police nationale française.

## Objectifs statutaires
Francopol a pour but de favoriser la mise en commun des meilleures pratiques, des recherches et des réflexions en rapport avec la formation et l’expertise policière.
Les objectifs principaux de l’association sont :
- offrir un lieu d’échange, de collaboration et de diffusion afin de faire progresser les pratiques policières ;
- stimuler les réflexions portant sur l'intégration d’innovations en matière policière, notamment par l’actualisation des besoins en formation et l'élaboration d'outils ou de supports pédagogiques et didactiques ;
- contribuer à la paix, à la démocratie et aux droits de l’Homme en soutenant le renforcement des capacités des polices des pays francophones du Sud.

Selon ses statuts, Francopol partage la vision de devenir un pôle incontournable dans le partage et l’émergence de nouvelles tendances en matière de formation policière inspirées par les meilleures pratiques dans le domaine.
Le réseau agit en tant que centre de réflexion pour la modernisation, la formation, l’élaboration d’outils et de supports pédagogiques et didactiques.  L’ensemble des activités et du matériel produit par Francopol et ses membres se font dans la langue française et sont destinés à améliorer les compétences, le professionnalisme et l’efficacité des effectifs policiers de ses membres. Francopol met en place et participe à divers projets partout à travers le monde francophone avec pour objectifs de renforcer la paix, favoriser l’essor de la démocratie et le respect des droits de l’homme, en soutenant le renforcement des capacités des corps policiers. Ces éléments constituent l’essence des valeurs soutenant chacune des actions de Francopol. Le respect et l’intégrité sont des valeurs sous-jacentes à l’organisation dont chacun des membres doit faire preuve
Francopol œuvre en tant qu’organisme à but non lucratif. Les travaux effectués au sein des comités techniques de l’organisation n’ont pas pour but d’être commercialisés, mais de faire avancer la connaissance et les pratiques dans le domaine policier. Les membres ne peuvent utiliser l’association à des fins commerciales et sont liés au respect de la propriété intellectuelle.

## Activités
Francopol organise périodiquement un congrès international sur des thématiques diverses :
- en 2008 à Québec : l'éthique ;
- en 2011 à Paris : les nouvelles menaces et les nouvelles technologies ;
- en 2013 à Mons : la police de proximité ;
- en 2015 à Montreux : la gestion des foules[3] ;
- en 2018 à Dakar : la gestion des risques[4] ;
- en 2022 à Antananarivo : la lutte contre l'exploitation sexuelle des mineurs[5].

Un colloque relatif à la cybercriminalité se déroule également régulièrement,.
Des sessions de formation sont organisées.

## Membres
Le réseau compte 41 membres (31 votants, 7 associés, 2 individuels et 1 observateur) en provenance de 15 pays francophones ou francophiles, représentant un ensemble de plus de 350 000 policiers, gendarmes et formateurs.

## Structure de l'organisation
Francopol, qui n’a aucun employé permanent et dont le siège permanent est situé à Montréal au Canada, a établi une structure virtuelle permettant à ses membres, situés à de multiples endroits dans le monde, de participer à la gestion courante du réseau. L’organisation se retrouve donc en partie dans le monde virtuel tout en faisant la promotion de l’innovation et de l’utilisation des nouvelles technologies.
La structure organisationnelle définie par les statuts comporte quatre instances :
- l’Assemblée générale (AG), où chaque organisation appartenant à la catégorie de membre votant est représentée par un délégué qu’elle désigne, est l’instance suprême du réseau (les membres associés et observateurs peuvent assister à l’Assemblée générale) ;
- le Bureau international (BI) fait office de conseil d’administration et est composé de quinze administrateurs élus par l’Assemblée générale ;
- le Comité de direction (CD), formé de six administrateurs (Président, Secrétaire général, Trésorier et trois Vice-présidents régionaux) élus parmi les membres du Bureau international, est responsable du bon fonctionnement des activités du réseau devant l’Assemblée générale ;
- le Conseil des sages (CS), constitué essentiellement de hauts dirigeants soutenant concrètement le fonctionnement de Francopol, possède une voie consultative et a pour fonction d’offrir des avis et conseils contribuant au développement du réseau.

Une série de comités techniques portant sur des sujets d’expertise bien précis se greffe à cette structure selon les besoins du moment. Voici une liste des comités actifs :
- Cybercriminalité
- Régulation du comportement policier
- Droits des enfants
- Approche par compétence
- Opération de paix
- Partage documentaire et CFIS
- Gestion des incidents critiques et négociations en situation de crise
- Sécurité routière
- Police et citoyen